# Levensrecht

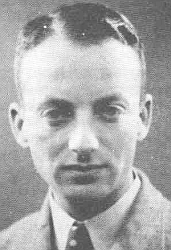
Niek Engelschman, alias Bob Angelo, een van de oprichters van Levensrecht

Levensrecht was de naam van het eerste Nederlands tijdschrift van en voor homoseksuelen. Het werd opgericht in 1940 en na de oorlog voortgezet tot en met 1947. Uit de lezerskring ontstond in 1946 de Shakespeare Club, die in 1949 werd omgedoopt tot Cultuur- en Ontspanningscentrum, kortweg COC.

## Oprichting
De eerste plannen voor het tijdschrift dateerden uit de tweede helft van 1939. De redactie werd gevormd door Jaap van Leeuwen en Niek Engelschman, die tekenden met de pseudoniemen Arent van Santhorst en Bob Angelo. De derde oprichter was Hann Diekmann, een zakenman die enkele onmisbare attributen ter beschikking stelde: zijn echte naam, een gironummer en een stencilmachine. 
Aanvankelijk zou het blad Ons leven heten, maar later werd, naar het voorbeeld van het al langer bestaande Zwitserse homotijdschrift Menschenrecht, voor Levensrecht gekozen. De lezerskring van het blad kwam bijeen op 14 januari 1940 in hotel-restaurant Atlantic in Amsterdam. Deze vergadering mag het eerste prille begin heten van wat later het COC werd. Aanwezig waren naast de initiatiefnemers onder anderen Johan Ellenberger, de koloniaal ambtenaar en schrijver J.H. François, Willem van Maanen, oud-officier en lid van het Nederlandsch Wetenschappelijk Humanitair Komitee (NWHK), de journalist Tom Rot, de auteur Jef Last, psychiater Flip Tuyt, de verzekeringsemployé André Geus en de nog maar 20-jarige W.H. Boomgaard.

## Doorstart
Onder de naam Levensrecht verscheen het eerste nummer in maart 1940. Dit had een oplage van ca. 300 stuks en werd gratis aan belangstellenden toegezonden. Na een maand waren er 110 abonnees. Toen Nederland twee maanden later door de Duitsers bezet werd, was het derde nummer van Levensrecht net verspreid. Pas na de oorlog kon het tijdschrift worden voortgezet. De lijst van abonnees, zo'n 190 namen en adressen, werd vernietigd vanwege het gevreesde vervolgingsgevaar van Duitse zijde. Dat die vrees terecht was, bleek wel uit de inval bij het NWHK van Jhr. J.A. Schorer in juni 1940. Van Leeuwen had echter alle namen en adressen uit zijn hoofd geleerd.
Dat kwam goed van pas toen in 1946 Van Leeuwen en Engelschman het tijdschrift lieten doorstarten. In september 1946 verscheen nummer 4 in een oplage van 400 exemplaren. Opnieuw vormde de lezerskring van het blad de basis voor een vereniging, die de naam Shakespeare Club kreeg en die in 1949 werd omgedoopt tot Cultuur- en Ontspanningscentrum, kortweg COC.

## Einde
Het tijdschrift bleef onder de naam Levensrecht voortbestaan tot het einde van 1947. Het door de overheid met argusogen bekeken verschijnsel van de contactadvertenties, die aanleiding zouden geven tot ontucht, leidde tot een verbod, dat ternauwernood kon worden afgewend. Door het ontbreken van de benodigde papierverwerkingsvergunning kon Levensrecht vanaf september 1947 niet meer verschijnen. Daarna werd er maandelijks alleen voor leden een Orgaan en Mededelingenblad verspreid, dat precies op Levensrecht leek en eveneens voorzien was van essays, bellettrie, illustraties, verenigingsnieuws, mopjes en contactadvertenties. In februari 1948 heette het weer één keer Levensrecht.
In de loop van 1948 kwam er voor interne aangelegenheden een gestencild blaadje onder de naam Maandbericht, dat geleidelijk aan steeds meer op het vroegere Levensrecht ging lijken. Het maandbericht werd in 1949 omgedoopt tot Vriendschap, ook voor de 'buitenwereld' bestemd, dat tot 1964 zou blijven bestaan. Contactadvertenties kwamen in dit blad niet voor; wel werden deze van tijd tot tijd opgenomen in gestencilde interne blaadjes, zoals 7 dagen C.O.C. en het gedrukte blad De Schakelkrant.
Ter gelegenheid van het veertigjarig bestaan van het COC in 1986 werd een rijk geïllustreerd herinneringsboek gepresenteerd dat maatgevend is gebleven voor deze periode, Cultuur en ontspanning. Het COC 1946-1966 van Pieter Koenders en Hans Warmerdam.